# Moritz Henschel
Moritz Henschel (* 17. Februar 1879 in Breslau; † 22. April 1947 in Tel Aviv) war ein deutscher Jurist, letzter Vorsitzender der Jüdischen Gemeinde zu Berlin in der Zeit des Nationalsozialismus sowie letzter Vorsitzender der Reichsvereinigung der Juden in Deutschland.

## Leben
Henschel besuchte ein humanistisches Gymnasium und studierte nach dem Abitur Rechtswissenschaften. Nach den bestandenen Staatsexamen war er als Rechtsanwalt von 1910 bis 1938 am Kammergericht in Berlin tätig, fungierte zudem von 1922 bis 1935 als Notar und gehörte von 1930 bis 1933 dem Vorstand der Berliner Anwaltskammer an. Henschel, seit 1921 verheiratet mit Hildegard geb. Alexander (* 1897) und Vater zweier Kinder, nahm als Soldat bis 1915 am Ersten Weltkrieg teil. Henschel erreichte den Dienstrang eines stellvertretenden Offiziers und wurde mit dem Eisernen Kreuz II. Klasse sowie dem Ehrenkreuz für Frontkämpfer ausgezeichnet.
Im März 1940 folgte Henschel  Heinrich Stahl als Vorsitzender der Jüdischen Gemeinde zu Berlin nach. Nach der Ende Januar 1943 erfolgten Eingliederung der Jüdischen Gemeinde in die Reichsvereinigung der Juden in Deutschland wurde er ab Anfang Februar 1943 letzter Vorsitzender der Reichsvereinigung. Sein Vorgänger auf dieser Position Leo Baeck war Ende Januar 1943 in das Ghetto Theresienstadt deportiert worden. Nach Auflösung der Reichsvereinigung im Juni 1943 wurde auch Henschel gemeinsam mit seiner Frau nach Theresienstadt deportiert, wo er am 17. Juni 1943 ankam. In Theresienstadt gehörte er dem Ältestenrat an, leitete die Post und ab 1944 die Freizeitabteilung. Henschel bezeugte glaubhaft, bis 1945 nie etwas vom Judenmord gehört zu haben.
Nachdem die Eheleute Henschel am 9. Mai 1945 in Theresienstadt durch die Rote Armee befreit wurden, gelangten sie über ein DP-Lager nach Palästina. Moritz Henschel verfasste noch im September 1946 einen fünfseitigen Bericht mit dem Titel „Die letzten Jahre der Jüdischen Gemeinde Berlin“ für einen Vortrag. Er verstarb im April 1947.